# TRUMP系列
《TRUMP系列》是末滿健一自2009年創作的舞臺劇系列，曾推出《LILIUM》、《SPECTER》、《グランギニョル》、《マリーゴールド》、《COCOON》、《黑世界》和《ヴェラキッカ》，後來還改編成短篇小說和漫畫。2023年8月4日，正式宣佈製作衍生電視動畫並取名為《Delico's Nursery》，預計7月播放，但因制作情况而延期至8月。後因日本播出時間調整，第7集起延至10月17日接續播出。

## 劇情簡介
從吸血種們的最高統治機關「血盟議會」，菁英之一的達利在果斷拒絕了某項任務後，其他議員前來造訪希望說服他之時，另一方面，社會上發生了以吸血種為目標的神秘連續殺人事件。被認為是幕後黑手的反社會組織「pendurum」和達利之間，似乎有什麼過去的因緣……。這是描述吸血鬼的貴族們，為了育兒進行展開奮鬥的故事。

## 登場人物

### 德里克家族
達利·德里克（聲：森田成一）
《Delico's Nursery》的主角，德里克當家，這個特殊的世家家族被認為是最有聲望的家族之一。拉斐爾和烏魯的父親。為弗拉德機構工作，弗拉德機構是吸血鬼最高管理機構血契委員會的一個特殊組織。高傲而有虐待狂氣質。曾是血腥舞台劇的目標之一。為了兌現對已故妻子的承諾，他面臨著撫養兩個兒子的問題。
拉斐爾·德里克（聲：小原好美、小林裕介〔青年〕）
德里克家的長子，3歲。嬌生慣養且愛撒嬌。因為父親只關心弟弟烏魯，所以抱有嫉妒的心情。
烏魯·德里克（聲：日高里菜、土屋神葉〔青年〕）
德里克家的次子。出生10個月的嬰兒。
芙麗妲·德里克（聲：茅野愛衣）
達利·德里克的妻子，拉斐爾和烏魯的母親。因為被襲擊者奪取主導權，被下令親手殺死心愛之人而被葛哈特殺死。
克拉拉（聲：朴璐美）
德里克家的保母。
費迪南特（聲：弦德）
德里克家的執事。

### 弗拉家族
葛哈特·弗拉（聲：小西克幸）
特級貴族家族系弗拉家的家主。安傑利科的父親。與達利是血盟議會的同期，在弗拉德機關工作。為把對家名的畏懼和重責並加諸於自己的孩子而煩惱。為了保護達利殺死了芙麗妲，並對此事感到內疚。
安傑利科·弗拉（聲：伊藤彩沙、木村良平〔青年〕）
弗拉家的獨生子，3歲。和拉斐爾關係很好。性格開朗，但也有愛哭鬼的一面。

### 洛爾卡家族
安立奎·洛爾卡（聲：下野紘）
特級貴族家族系洛爾卡家的家主。一對5歲雙胞胎的父親。與達利為同期的血盟議會議員，在弗拉德機關工作。他承認達利的實力，對不合常理的言行也表現出寬容的態度。乍看很親切，但也有堅強的一面。
凱特·洛爾卡（聲：戶松遙）
洛爾卡家的夫人。與安立奎為政治聯姻。
露琪亞·洛爾卡（聲：和久井優）
洛爾卡家雙胞胎中的姊姊，5歲。因為她們的父母工作經常不在身邊，在自由的環境中長大，所以她們可以做自己想做的事。
艾蓮娜·洛爾卡（聲：福沙奈惠）
洛爾卡家雙胞胎中的妹妹，5歲。因為她們的父母工作經常不在身邊，在自由的環境中長大，所以她們可以做自己想做的事。

### 克拉席科家族
迪諾·克拉席科（聲：佐藤拓也）
特級貴族家系克拉席科家的家主。7歲孩子的父親。與達利同期的血盟議會議員，在弗拉德機關工作。對自己的貴族階級和任務感到自豪，時常表現出比起教育孩子更優先任務的姿態。在教養方面比別人嚴格一倍。三任的妻子都逃跑了。
迪奧多·克拉席科（聲：安濟知佳、內山昂輝〔青年〕）
克拉席科家的獨生子，7歲。性格成熟，但較為孤僻，經常自己一個人看書。

### 其他
克勞斯（聲：三木真一郎）
真實身份為TRUMP。
約翰尼斯·弗拉德（聲：楠大典）

## 出版書籍

### 漫畫
| 卷數 | KADOKAWA      | KADOKAWA               | 東立出版社    | 東立出版社             |
| 卷數 | 發售日期      | ISBN                   | 發售日期      | ISBN                   |
| ---- | ------------- | ---------------------- | ------------- | ---------------------- |
| 1    | 2021年6月4日  | ISBN 978-4-041-11455-1 | 2023年7月28日 | ISBN 978-9-572-68535-8 |
| 2    | 2022年3月4日  | ISBN 978-4-041-12281-5 |               |                        |
| 3    | 2022年12月2日 | ISBN 978-4-041-12964-7 |               |                        |
| 4    | 2023年7月4日  | ISBN 978-4-041-13816-8 |               |                        |
| 5    | 2024年2月2日  | ISBN 978-4-041-14513-5 |               |                        |

## 電視動畫

### 主題曲
片頭曲UNFAIR
主唱：中島美嘉，作詞、作曲：中島美嘉、野村陽一郎，編曲：野村陽一郎
片尾曲Prayer
主唱、作词、作曲：Anonymouz，编曲：Ryuichi Kureha
第1話未使用

### 各話列表
| 話數       | 標題                             | 劇本     | 分鏡              | 演出            | 作畫監督 | 總作畫監督      | 首播日期      |
| ---------- | -------------------------------- | -------- | ----------------- | --------------- | --- | --------------- | ------------- |
| Episode 1  | 歡迎來到“育兒中心”歡迎你 Nursery | 末滿健一 | 錦織博            | 錦織博          | 伊東葉子 | 不適用          | 2024年 8月7日 |
| Episode 2  | 重重陰謀與帶小孩陰謀重重與育兒   | 末滿健一 | 錦織博            | 錦織博          | 西川繪奈、大野勉 大川重子、川西才治                                                                                 | 伊東葉子        | 8月14日       |
| Episode 3  | 潛伏逼近的陰影                   | 末滿健一 | 錦織博            | 錦織博          | 杉田葉子、二宮奈那子、鷲田敏彌 高橋成之、十文字                                                                     | 千葉充 高橋成之 | 8月21日       |
| Episode 4  | 名為愛的詛咒                     | 末滿健一 | 錦織博            | 錦織博          | 西川繪奈、杉田葉子 下川壽士、十文字                                                                                 | 伊東葉子        | 8月28日       |
| Episode 5  | 第二間育兒中心第二Nursery        | 末滿健一 | 佐山聖子          | 錦織博          | 二宮奈那子、高橋成之、千葉充 杉田葉子、大野勉、十文字                                                               | 千葉充 高橋成之 | 9月4日        |
| Episode 6  | 一場小冒險小小的冒險             | 末滿健一 | 佐山聖子          | 錦織博          | 伊東葉子、西川繪奈、二宮奈那子 高橋成之、杉田葉子、大野勉 下川壽士、村上龍之介、株式會社 米川                       | 伊東葉子        | 9月11日       |
| Episode 7  | 熊熊燃燒的攻防戰                 | 末滿健一 | 安田兼盛          | 錦織博          | 大野勉、二宮奈那子、十文字                                                                                          | 千葉充 高橋成之 | 10月17日      |
| Episode 8  | 朱拉斯如是說                     | 末滿健一 | 佐山聖子          | 錦織博          | 杉田葉子、大野勉、下川壽士 鷲田敏彌、十文字、株式會社 米川                                                          | 伊東葉子        | 10月24日      |
| Episode 9  | 灰貓街的決戰                     | 末滿健一 | 佐山聖子          | 錦織博          | 大野勉、二宮奈那子 杉田葉子、下川壽士                                                                               | 千葉充 高橋成之 | 10月31日      |
| Episode 10 | 殺死神明的方法                   | 末滿健一 | 佐山聖子          | 錦織博          | 下川壽士、杉田葉子、俞樂昀 董立則、沈陶裔、陳亮 全京禹、Wang Xiao-ming Fan Dong-dong、Yin Shao-feng Hwang Hyun-grak | 伊東葉子        | 11月7日       |
| Episode 11 | 氏族節                           | 末滿健一 | 濱崎健一 安田兼盛 | 錦織博 小田裕康 | 大野勉、川西才治、PHIL PRODUCTION 十文字、株式會社 米川                                                             | 千葉充 高橋成之 | 11月14日      |
| Episode 12 | 幸福的夢                         | 末滿健一 | 永居慎平 錦織博   | 錦織博          | 杉田葉子、下川壽士、二宮奈那子 千葉充、高橋成之、十文字                                                             | 伊東葉子        | 11月21日      |
| Episode 13 | 再會了，育兒中心                 | 末滿健一 | 松井仁之 錦織博   | 錦織博          | 伊東葉子、千葉充、大野勉 杉田葉子、下川壽士、小田裕康 十文字、株式會社 米川                                         | 伊東葉子        | 11月28日      |

### BD＆DVD
| 卷數 | 發行日期      | 收錄話數       | 規格編號     | 規格編號     |
| 卷數 | 發行日期      | 收錄話數       | BD           | DVD          |
| ---- | ------------- | -------------- | ------------ | ------------ |
| 上   | 2024年10月2日 | 第1話 - 第6話  | ANZX-17281/2 | ANZB-17281/2 |
| 下   | 2025年2月26日 | 第7話 - 第13話 | ANZX-17283/4 | ANZB-17283/4 |

## 外部連結
- TRUMP系列官方網站（日語）
- TRUMP系列TV動畫「Delico's Nursery」官方網站（日語）
- Young Ace （页面存档备份，存于） - 漫畫（日語）